# أنشول جوبلي
أنشول جوبلي (مواليد 13 يناير 1985) هو مُقاتل فنون قتالية مختلطة هندي.